# Vĩnh Hải (phường)
Vĩnh Hải là một phường cũ thuộc thành phố Nha Trang, tỉnh Khánh Hòa, Việt Nam.
Phường Vĩnh Hải có diện tích 4,48 km², dân số năm 2002 là 13.933 người, mật độ dân số đạt 3.110 người/km².

## Lịch sử
Ngày 15 tháng 3 năm 2002, chia phường Vĩnh Hải thành 2 phường: Vĩnh Hải và Vĩnh Hòa.